# Tour de Alberta de 2016
A 4.ª edição do Tour de Alberta correu-se entre 1 e 5 de setembro de 2016. O percurso consistiu de um total de 5 etapas sobre uma distância total de 606,3 km.
A corrida fez parte do calendário UCI America Tour de 2016 dentro da categoria 2.1 e foi vencida pelo ciclista estado-unidense Robin Carpenter da equipa continental Holowesko-Citadel-Hincapie Sportswear.

## Equipas participantes
Tomaram a partida um total de 14 equipas, dos quais 2 foi de categoria UCI WorldTeam, 1 Continental Profissional, 9 Continentais e uma seleção nacional, quem conformaram um pelotão de 99 ciclistas dos quais terminaram 83.
| Equipes WorldTeam (2)- Trek-Segafredo - Cannondale-Drapac Equipe profissional Continental- UnitedHealthcare Equipes Continentais (9)- Axeon-Hagens Berman - Holowesko-Citadel-Hincapie Sportswear - Amore & Vita-Selle SMP - H&R Block - Jelly Belly-Maxxis - Lupus Racing - Rally Cycling - Silber - Skydive Dubai-Al Ahli Club Equipe nacional- Canadá |
| |

## Etapas
| Etapa | Data   | Percurso                       | type                      | Distância (km) | Vencedor          | Líder geral     |
| ----- | ------ | ------------------------------ | ------------------------- | -------------- | ----------------- | --------------- |
| 1     | 1 set. | Lethbridge – Lethbridge        | etapa escarpada           | 106,9          | Colin Joyce       | Colin Joyce     |
| 2     | 2 set. | Kananaskis Village – Olds      | etapa escarpada           | 182            | Tanner Putt       | Colin Joyce     |
| 3     | 3 set. | Rocky Mountain House – Drayton | etapa escarpada           | 181,2          | Evan Huffman      | Evan Huffman    |
| 4     | 4 set. | Edmonton – Edmonton            | contrarrelógio individual | 12,1           | Bauke Mollema     | Robin Carpenter |
| 5     | 5 set. | Edmonton – Edmonton            | etapa escarpada           | 124,1          | Francisco Mancebo | Robin Carpenter |

## Classificações
As classificações finalizaram da seguinte forma:

### Classificação geral
| \| Classificação geral \| Classificação geral \| Classificação geral \| Classificação geral \| Classificação geral \| \| Ciclista \| Ciclista \| Equipe \| Tempo \| \| \| ------------------- \| ------------------- \| ------------------------------------- \| ------------------- \| ------------------- \| \| 1. \| Robin Carpenter \| Holowesko-Citadel-Hincapie Sportswear \| 13h35m31s \| \| \| 2. \| Bauke Mollema \| Trek-Segafredo \| + 1s \| \| \| 3. \| Evan Huffman \| Rally Cycling \| + 7s \| \| \| 4. \| Colin Joyce \| Axeon-Hagens Berman \| + 18s \| \| \| 5. \| Alexander Cataford \| Silber Pro Cycling \| + 32s \| \| \| 6. \| Daniel Eaton \| UnitedHealthcare \| + 35s \| \| \| 7. \| Nigel Ellsay \| Silber Pro Cycling \| + 52s \| \| \| 8. \| Antoine Duchesne \| Direct Énergie \| + 53s \| \| \| 9. \| Alex Howes \| Cannondale-Drapac \| + 1m01s \| \| \| 10. \| Angus Morton \| Jelly Belly-Maxxis \| + 1m03s \| \| |                    |                                       |           |
| |                    |                                       |           |
| Fonte: ProCyclingStats |                    |                                       |           |
| Classificação geral |                    |                                       |           |
| Ciclista | Ciclista           | Equipe                                | Tempo     |
| 1. | Robin Carpenter    | Holowesko-Citadel-Hincapie Sportswear | 13h35m31s |
| 2. | Bauke Mollema      | Trek-Segafredo                        | + 1s      |
| 3. | Evan Huffman       | Rally Cycling                         | + 7s      |
| 4. | Colin Joyce        | Axeon-Hagens Berman                   | + 18s     |
| 5. | Alexander Cataford | Silber Pro Cycling                    | + 32s     |
| 6. | Daniel Eaton       | UnitedHealthcare                      | + 35s     |
| 7. | Nigel Ellsay       | Silber Pro Cycling                    | + 52s     |
| 8. | Antoine Duchesne   | Direct Énergie                        | + 53s     |
| 9. | Alex Howes         | Cannondale-Drapac                     | + 1m01s   |
| 10. | Angus Morton       | Jelly Belly-Maxxis                    | + 1m03s   |

### Classificação por pontos
| Classificação por pontos | Classificação por pontos | Classificação por pontos              | Classificação por pontos | Classificação por pontos |
| Ciclista                 | Ciclista                 | Equipe                                | Pontos                   |                          |
| ------------------------ | ------------------------ | ------------------------------------- | ------------------------ | ------------------------ |
| 1.                       | Colin Joyce              | Axeon-Hagens Berman                   | 36 pts                   |                          |
| 2.                       | Evan Huffman             | Rally Cycling                         | 29 pts                   |                          |
| 3.                       | Robin Carpenter          | Holowesko-Citadel-Hincapie Sportswear | 28 pts                   |                          |

### Classificação da montanha
| Classificação da montanha | Classificação da montanha | Classificação da montanha | Classificação da montanha | Classificação da montanha |
| Ciclista                  | Ciclista                  | Equipe                    | Pontos                    |                           |
| ------------------------- | ------------------------- | ------------------------- | ------------------------- | ------------------------- |
| 1.                        | Danilo Celano             | Amore & Vita-Selle SMP    | 72 pts                    |                           |
| 2.                        | Matthieu Jeannès          | Lupus Racing              | 57 pts                    |                           |
| 3.                        | Peter Stetina             | Trek-Segafredo            | 32 pts                    |                           |

### Classificação sub-23
| Classificação U23 | Classificação U23 | Classificação U23   | Classificação U23 | Classificação U23 |
| Ciclista          | Ciclista          | Equipe              | Tempo             |                   |
| ----------------- | ----------------- | ------------------- | ----------------- | ----------------- |
| 1.                | Colin Joyce       | Axeon-Hagens Berman | 13h35m49s         |                   |
| 2.                | Nigel Ellsay      | Silber Pro Cycling  | + 34s             |                   |
| 3.                | Tyler Williams    | Axeon-Hagens Berman | + 2m03s           |                   |

### Classificação por equipas
| Classificação por equipes | Classificação por equipes             | Classificação por equipes | Classificação por equipes |
| Equipe                    | Equipe                                | Tempo                     |                           |
| ------------------------- | ------------------------------------- | ------------------------- | ------------------------- |
| 1.                        | Silber                                | 40h50m44s                 |                           |
| 2.                        | Holowesko-Citadel-Hincapie Sportswear | + 1m01s                   |                           |
| 3.                        | Trek-Segafredo                        | + 1m16s                   |                           |